# Erik Heinrichs
Pour les articles homonymes, voir Heinrichs.
Axel Erik Heinrichs (né le 21 juillet 1890 à Helsingfors et mort le 16 novembre 1965 à Helsinki) est un général finlandais qui a commencé comme soldat dans les Jägers finlandais puis participa à la guerre civile finlandaise et à la guerre de Continuation. Il fut décoré de la croix de Mannerheim et de la croix de fer.

## Jeunesse
Né dans une famille suédophone,  Axel Erik Heinrichs est  le fils d'Axel Andreas Heinrichs Ossian, professeur, et de Mathilde Johanna (Hanna) Rönnholm.
Il passe sa jeunesse à Helsingfors (aujourd'hui Helsinki), capitale du grand-duché de Finlande lié à l'Empire russe et étudie à l'université en 1910, puis suit des cours d'architecture en 1912. Ayant d'un certain don pour l'écriture il devient rédacteur en chef du Dragens Tidningeniin en 1913.

## Carrière et campagnes

### Première Guerre mondiale
Partisan de l'indépendance de la Finlande, il s'engage avec son frère Gunnar le 25 mars 1915 aux Jägers finlandais, corps de volontaires finlandais au service de l'Allemagne. Il sert ensuite au  27e bataillon de jagers. Il participe aux combats  de la  Bataille de la rivière Misa,d' Aa et du golfe de Finlande.

### Guerre civile finlandaise
Après une formation à Berlin sur l'utilisation des gaz  de combat, lors de la guerre civile il rejoint l'armée blanche où il est nommé commandant le 11 février 1918 et rejoint la Finlande le 25 février 1918
Le serment de Vaasa lui permet d'organiser le 7e Jager. Il combat  sous les ordres d'Ulrich von Colerin dans les combats de Tampere, et ceux de la défense de Manikkalan, de Tali et de Lyykylan et enfin de la piste Vyborg-Käkisalmen.

### Entre-deux-guerres
La paix retrouvée, il est nommé  commandant de l'isthme de Terijoki, du comté de Käkisalmen et s'occupe des échanges de prisonniers; 15 000 vers l'Allemagne et 45 000 vers la Russie soviétique avec l'aide de la Croix-Rouge jusqu'au Traité de Tartu.
En 1920 il commande, l'expédition de Petsamopuis devient chef d'état-major du ministère de la défense et s'occupe du 4e bureau (espionnage et contre espionnage). Il représente la Finlande lors de la Conférence Internationale sur le désarmement à Moscou en 1922.
En 1923 il suit les cours de l'École Supérieure de Guerre à Paris.
En 1928 il est président du Collège de l'Armée de Finlande.
En 1930, Heinrichs est responsable de la région d'Ostrobotnie du sud, mais il ne peut empêcher des émeutes fomentée par le Mouvement de Lapua lors de la visite du social démocrate Väinö Hakkila en juillet; il démissionne alors pour retourner au commandement de l'Académie militaire. Fin 1930, il est nommé à la tête de la  1re division.

### Guerre d'Hiver etguerre de Continuation
Lors de la guerre d'Hiver, il commande  le IIIe corps d'armée dans l'isthme de Carélie. Il participe aux négociations de paix  qui aboutissent  au Traité de Moscou, la fin des hostilités étant  proclamée pour le 13 mars 1940 à 11h.
En janvier et en mai 1941, il  est  envoyé en mission en Allemagne pour développer une coopération militaire germano-finnoise.
La Finlande se joint à attaque de l'Union soviétique le 22 juin 1941. Heinrichs à la tête de 100 000 hommes lance une attaque en Carélie vers la rivière Syvarin et Onego le 10 juillet 1941. Fin août, le lac Ladoga est atteint, Syvarine en septembre et Petrozavodsk en octobre. La tâche achevée, l'Armée de Carélie est dissoute.
Promu général, le siège de Léningrad bloquant toute avancée, Heinrichs assure la liaison avec Waldemar Erfurth puis est envoyé en Allemagne pour les mêmes raisons, où il rencontre Adolf Hitler, à la fin de 1942.
En 1944, ont lieu sous l'égide des États-Unis des négociations de paix (appelées 'compréhension commune) entre la Finlande et  l'U.R.S.S mais qui échouent. L'Allemagne arrête ses livraisons d'armes à la Finlande et le 10 juin l'U.R.S.S lance une grande offensive en Finlande.
Fin juillet, à la suite des changements politiques intervenus, Heinrichs, chef d'état-major, après le cessez-le-feu du 4 septembre, négocie l'Armistice de Moscou qui est signé le 19 septembre.

### Après-guerre
Il est nommé commandant en chef de l'armée le  12 janvier 1945. Il est alors  confronté à de nombreux problèmes comme la Guerre de Laponie, la démobilisation, le déminage, la fixation de la frontière. Il est obligé de démissionner en raison de sa participation au complot des cache d'armes.
En 1948, il est un des experts militaires de la mission envoyé à Moscou par le président Paasikivi pour négocier l'Accord d'Amitié, Coopération et d'Assistance Mutuelle.
Il travaille au renseignement avec Aladar Paasonen.
Une  tentative de lui redonner une fonction militaire fut sans succès et il occupe de 1948 à 1952 le poste de directeur des relations humaines et sociales à l'Union Bank of Finland.
Il décède le 16 novembre 1965 et est inhumé au cimetière Brando d'Helsinki.

## L'écrivain
Dès 1918, il avait publié Kring Östersjön puis en 1919 Hotel St. Petersburg.
Dans les années 1950, il participe à la rédaction des Mémoires de Mannerheim dont il fut le nègre pour la partie concernant la guerre civile et la Guerre de continuation.
En 1946, il publia un livre sur la « Campagne d'Égypte de Kléber, l'Égyptien » et enfin un livre sur les dernières années du Premier Empire et la chute de Napoléon.
Il fut nommé à ce  titre docteur honoris causa de philosophie de l'université d'Helsinki en mai 1957.

## Décorations
- 5 août 1944 : croix de chevalier de la croix de fer
- 31 décembre 1944 : décoré de la croix de Mannerheim de 1re classe par Mannerheim. Il sera le seul titulaire avec Manneirheim de cette décoration
- Commandeur de 1re classe de l'ordre de la Rose blanche de Finlande

## Prix et récompenses
- Prix Tollander, 1960